# مرغ مگس گلوشرابی
مگس‌مرغ گلوشرابی (نام علمی: Attis ellioti) نام یک گونه مرغ مگس از تیره مگس‌مرغیان‌ است. این پرنده در السالوادور، گواتمالا، هندوراس و مکزیک یاقت می‌شود.
زیستگاه طبیعی این گونه جنگل‌های کوهستانی مرطوب گرمسیر و نیمه‌گرمسیری است. گلو شرابی با طول ۷ سانتی متری، یکی از کوچک‌ترین پرندگان در طبقه خود است.

## زیرگونه‌ها
دو زیر گونه برای آن شاخته شده است:
- Atthis ellioti ellioti Ridgway, 1878
- Atthis ellioti selasphoroides Griscom, 1932